# Tondela
Tondela ist ein portugiesischer Kreis (Concelho) und eine Stadt (Cidade) mit 4509 Einwohnern (Stand 30. Juni 2011).

## Geschichte
Verschiedene Ausgrabungen und Funde von Felszeichnungen u. a. belegen eine vorgeschichtliche Besiedlung des Kreisgebietes. Seit den Römern, die hier seit dem 2. Jahrhundert v. Chr. herrschten, war die bedeutendste hiesige Ortschaft als Ballistarii bekannt. Einige Abschnitte der hier verlaufenden Römerstraße sind bis heute erhalten geblieben. Der Kreis wurde als Besteiros eigenständig noch vor der Unabhängigkeit des Königreich Portugals ab 1139, und Tondela gehörte zum Kreis Besteiros.
König Manuel I. gab Besteiros 1515 Stadtrechte. 1836 wechselte Sitz und Namen des Kreises zu Tondela. 1987 wurde Tondela zur Stadt erhoben.

## Kultur und Sehenswürdigkeiten
|  |

Zu den Baudenkmälern des Kreises zählen unter anderem archäologische Ausgrabungen und Fundstätten, historische öffentliche Gebäude, steinerne Brunnenanlagen, römische und spätere Brücken, Herrenhäuser, und eine Vielzahl Sakralbauten. Auch der historische Ortskern als Ganzes steht unter Denkmalschutz.
In der Gemeinde Guardão befindet sich der Luftkurort Caramulo. Durch das bewaldete Gebirge der Serra do Caramulo verlaufen Wanderwege. Im ganzen Kreis sind weitere thematische Wanderwege angelegt.
In der Gemeinde Lajeosa liegt das 1994 neueröffnete Thermalbad Caldas de Sangemil, deren warme Mineralwasserquellen seit dem 18. Jahrhundert für ihre Heilwirkung bekannt sind.
Das Caramulo-Museum ist sowohl ein bekanntes Automuseum, als auch ein bedeutendes Kunstmuseum.

## Sport
Der Fußballverein CD Tondela stieg 2013 erstmals in die zweite portugiesische Liga, und 2015 in die erste portugiesische Liga. auf. Er trägt seine Heimspiele im 2.586 Zuschauer fassenden Estádio João Cardoso aus.
Im Kreis gibt es eine Reihe weiterer Sportvereine, darunter der Clube Atlético de Molelos und der 1925 gegründete Sporting Clube de Nandufe, die beide besonders für ihre Fußballabteilungen bekannt sind.

## Verwaltung

### Der Kreis
Tondela ist Verwaltungssitz eines gleichnamigen Kreises. Die Nachbarkreise sind (im Uhrzeigersinn im Norden beginnend): Vouzela, Oliveira de Frades, Viseu, Carregal do Sal, Santa Comba Dão, Mortágua sowie Águeda.
Mit der Gebietsreform im September 2013 wurden mehrere Gemeinden zu neuen Gemeinden zusammengefasst, sodass sich die Zahl der Gemeinden von zuvor 26 auf 19 verringerte.
Die folgenden Gemeinden (Freguesias) liegen im Kreis Tondela:

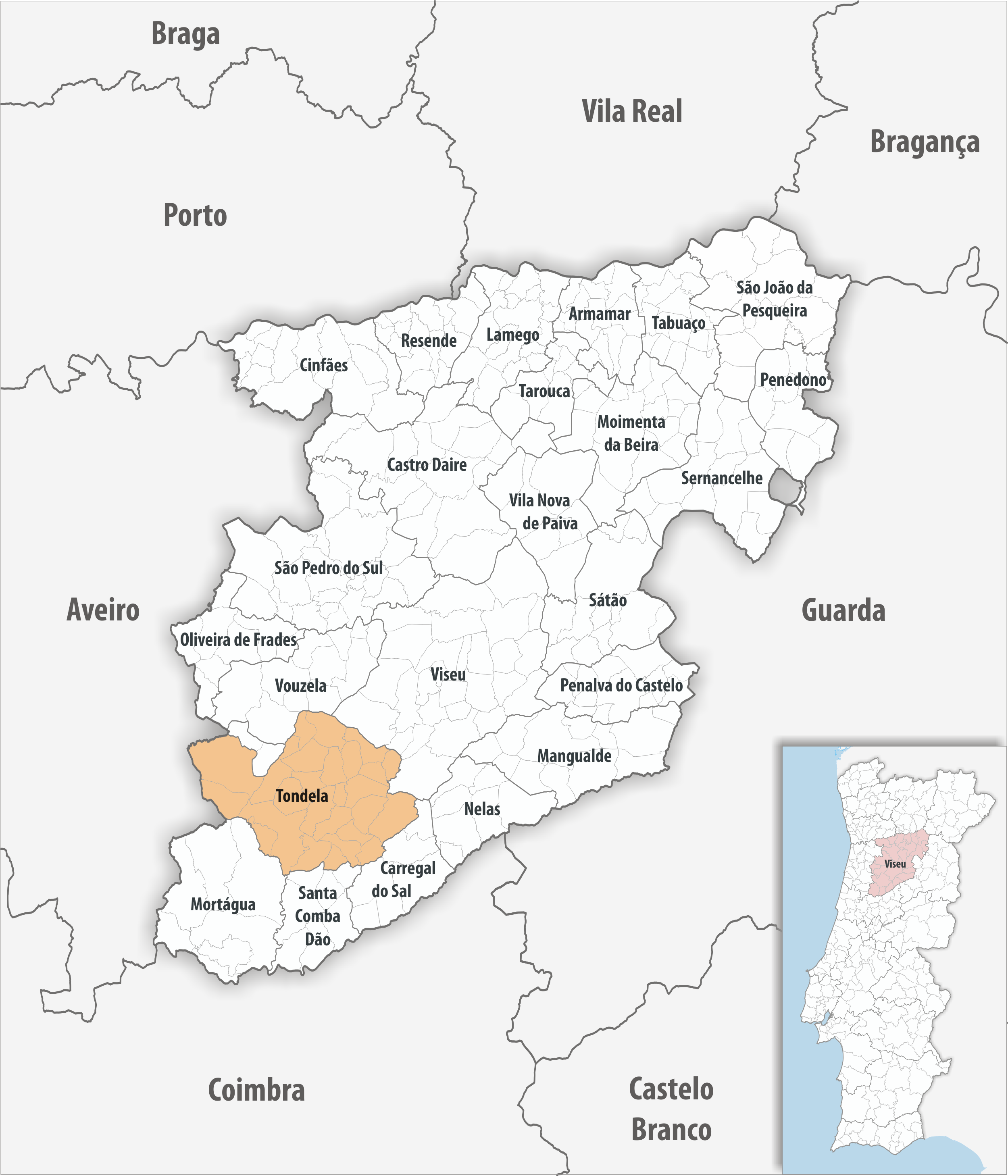
Kreis Tondela

| Gemeinde                                 | Einwohner (2021) | Fläche km² | Dichte Einw./km² | LAU- Code |
| ---------------------------------------- | ---------------- | ---------- | ---------------- | --------- |
| Barreiro de Besteiros e Tourigo          | 1.200            | 45,73      | 26               | 182127    |
| Campo de Besteiros                       | 1.318            | 7,93       | 166              | 182102    |
| Canas de Santa Maria                     | 1.607            | 13,85      | 116              | 182103    |
| Caparrosa e Silvares                     | 819              | 24,57      | 33               | 182128    |
| Castelões                                | 1.414            | 17,12      | 83               | 182105    |
| Dardavaz                                 | 703              | 13,69      | 51               | 182106    |
| Ferreirós do Dão                         | 355              | 8,29       | 43               | 182107    |
| Guardão                                  | 1.228            | 18,95      | 65               | 182108    |
| Lajeosa                                  | 1.537            | 24,59      | 63               | 182109    |
| Lobão da Beira                           | 1.002            | 14,09      | 71               | 182110    |
| Molelos                                  | 2.225            | 15,50      | 144              | 182111    |
| Mouraz e Vila Nova da Rainha             | 1.293            | 15,53      | 83               | 182129    |
| Parada de Gonta                          | 619              | 6,73       | 92               | 182116    |
| Santiago de Besteiros                    | 1.144            | 15,75      | 73               | 182118    |
| São João do Monte e Mosteirinho          | 780              | 65,13      | 12               | 182130    |
| São Miguel do Outeiro e Sabugosa         | 1.214            | 18,54      | 65               | 182131    |
| Tonda                                    | 893              | 7,50       | 119              | 182122    |
| Tondela e Nandufe                        | 5.214            | 15,75      | 331              | 182132    |
| Vilar de Besteiros e Mosteiro de Fráguas | 1.345            | 21,98      | 61               | 182133    |
| Kreis Tondela                            | 25.910           | 371,22     | 70               | 1821      |

### Bevölkerungsentwicklung
| Einwohnerzahl im Kreis Tondela (1801–2011) | Einwohnerzahl im Kreis Tondela (1801–2011) | Einwohnerzahl im Kreis Tondela (1801–2011) | Einwohnerzahl im Kreis Tondela (1801–2011) | Einwohnerzahl im Kreis Tondela (1801–2011) | Einwohnerzahl im Kreis Tondela (1801–2011) | Einwohnerzahl im Kreis Tondela (1801–2011) | Einwohnerzahl im Kreis Tondela (1801–2011) | Einwohnerzahl im Kreis Tondela (1801–2011) | Einwohnerzahl im Kreis Tondela (1801–2011) |
| ------------------------------------------ | ------------------------------------------ | ------------------------------------------ | ------------------------------------------ | ------------------------------------------ | ------------------------------------------ | ------------------------------------------ | ------------------------------------------ | ------------------------------------------ | ------------------------------------------ |
| 1801                                       | 1849                                       | 1900                                       | 1930                                       | 1960                                       | 1981                                       | 1991                                       | 2001                                       | 2011                                       |                                            |
| 3.417                                      | 17.880                                     | 30.622                                     | 34.632                                     | 38.917                                     | 35.906                                     | 32.049                                     | 31.152                                     | 28.953                                     |                                            |

### Kommunaler Feiertag
- 16. September

### Städtepartnerschaften
- Frankreich: Lannemezan (seit 1995)

## Wirtschaft
Tondela liegt im Weinbaugebiet Dão, vor allem Rotweine werden im Kreis produziert.
Insbesondere im Industriegebiet ZIM da Adiça sind Zulieferbetriebe der Automobilindustrie ansässig, aber auch Produzenten für Farben und Baustoffe, u. a. Weitere Industrie- und Logistikbetriebe sind in den Industrieparks ZIM de Lagedo und ZIM de Vilar tätig.
In verschiedenen Windparks mit zusammen etwa 100 MW Leistung wird im Kreis Strom produziert.

## Verkehr
Bis 1988 hatte Tondela über die Strecke Linha do Dão Anschluss an das Eisenbahnnetz des Landes.
Der Ort liegt an der IP3, die 18 km nördlich mit der Anschlussstelle Nr. 17 (Viseu-Oeste) an die Autobahn A25 (Aveiro – Vilar Formoso/Spanien) angebunden ist. Nach Süden hin geht die IP3 nach 33 km in einen Schnellstraßenausbau über, der ab Coimbra als A14 nach Figueira da Foz führt.
Tondela ist in das landesweite Busnetz der Rede Expressos eingebunden.

## Söhne und Töchter der Stadt

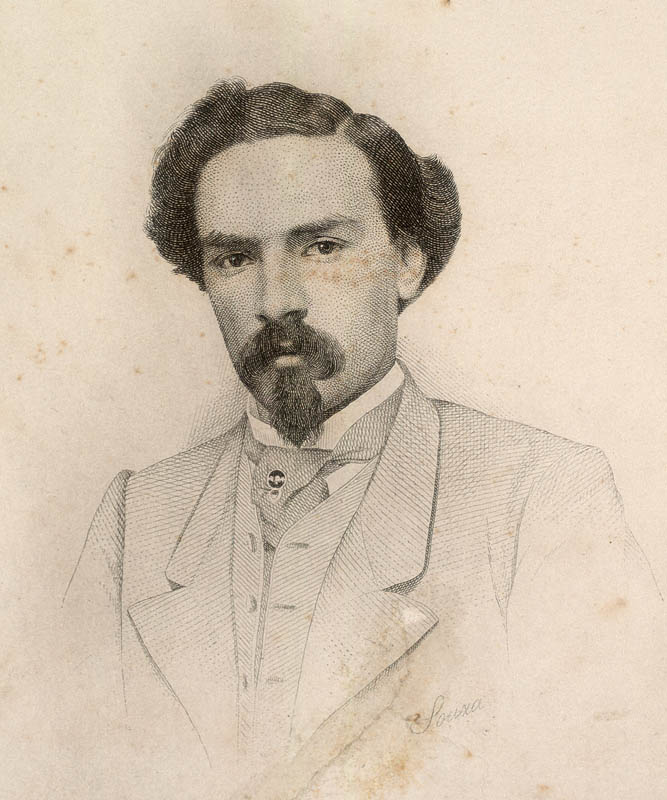
Tomás Ribeiro

- Tomás Ribeiro (1831–1901), Journalist, Lyriker und Politiker, mehrmaliger Minister
- José Manuel de Carvalho (1844–1904), Bischof von Macau und der Azoren
- Cândido de Figueiredo (1846–1925), Philologe und Autor
- António Quadros (1933–1994), Maler und Schriftsteller
- Nuno Claro (* 1977), Fußballspieler (Torwart)
- Samuel Úria (* 1979), Musiker
- Nuno Piloto (* 1982), Fußballspieler